# Scrophularia herminii
Scrophularia herminii är en flenörtsväxtart som beskrevs av Johann Centurius von Hoffmannsegg och Link. Scrophularia herminii ingår i släktet flenörter, och familjen flenörtsväxter. Inga underarter finns listade i Catalogue of Life.